# خورخي إلياس بونس
خورخي إلياس بونس (بالإسبانية: Jorge Elias Ponce)‏ هو منافس ألعاب قوى هندوراسي، ولد في 1966.

## وصلات خارجية
- خورخي إلياس بونس على موقع الاتحاد الدولي لألعاب القوى (الإنجليزية)